# Firing Squad
Firing Squad jest drugim studyjnym albumem amerykańskiego zespołu hip-hopowego M.O.P. Został wydany nakładem wytwórni Relativity w 1996 roku.
Zawiera produkcje między innymi DJ Premiera, Big Jaz, Ali Dee i innych. Gościnnie występują Kool G. Rap, Teflon, i Battle.

## Lista utworów
| #  | Tytuł                          | Producent             | Goście     | Czas |
| -- | ------------------------------ | --------------------- | ---------- | ---- |
| 1  | "Intro"                        | DJ Premier            |            | 0:50 |
| 2  | "Firing Squad (Skit)"          |                       |            | 0:41 |
| 3  | "Firing Squad"                 | DJ Premier            | Teflon     | 4:21 |
| 4  | "New Jack City"                | DJ Premier            | Teflon     | 2:53 |
| 5  | "Stick to Ya Gunz"             | DJ Premier            | Kool G Rap | 3:51 |
| 6  | "Anticipation"                 | M.O.P. & Laze E. Laze |            | 4:37 |
| 7  | "Born 2 Kill"                  | Big Jaz               |            | 4:33 |
| 8  | "Brownsville"                  | DJ Premier            |            | 4:41 |
| 9  | "Salute"                       | DJ Premier            |            | 2:13 |
| 10 | "World Famous"                 | Big Jaz               |            | 4:11 |
| 11 | "Downtown Swinga '96"          | DJ Premier            |            | 3:40 |
| 12 | "Lifestyles Of A Ghetto Child" | Big Jaz               |            | 3:50 |
| 13 | "Revolution"                   | M.O.P. & Laze E. Laze |            | 5:35 |
| 14 | "Illside of Town"              | M.O.P. & Laze E. Laze |            | 3:34 |
| 15 | "Nothin' 2 Lose"               | Ali Dee               |            | 4:32 |
| 16 | "Dedication (Interlude)"       |                       |            | 1:19 |
| 17 | "Dead & Gone"                  | M.O.P. & Laze E. Laze | Battle     | 4:59 |
| 18 | "Born 2 Kill (Jazz Remix)"     |                       |            | 4:38 |